# アイス・カチャンは恋の味
『アイス・カチャンは恋の味』（アイス・カチャンはこいのあじ、英: Ice Kacang Puppy Love）は2010年のマレーシアのロマンティック・コメディ映画。
マレーシア出身で台湾などで活躍するシンガーソングライター阿牛による初監督・脚本・主演作品で、同じくマレーシア出身の人気歌手・俳優が多数出演している。第11回NHKアジア・フィルム・フェスティバル上映作品。
1980年代のペラ州トゥロノ (Teronoh) が主な舞台。アイス・カチャン (Ais kacang) はマレーシアのかき氷の一種。

## キャスト
- 阿牛 (アニュウ) - ボタック
- 李心潔 (アンジェリカ・リー) - 周安琪 (打架魚)
- 曹格 (ゲイリー・ツァオ) - 馬麟帆
- 品冠 (ビクター・ウォン) - 白馬の王子
- 梁静茹 (フィッシュ・リョン) - 馬麗冰
- 巫啓賢 (エリック・モー) - 打架魚の父
- 易桀斉 (イー・ジエチー) - ボタックの兄
- 陳美娥 (アンジェラ・チャン) - 月風 (打架魚の母)
- 陳国坤 (ダニー・チャン) - 水族館のオーナー

### ゲスト出演
- 戴佩妮 (ペニー・ダイ)
- 張棟樑 (ニコラス・テオ)